# Howaia apiculata
Espèce
Synonymes
- Nesticella apiculata Liu & Li, 2013

Howaia apiculata est une espèce d'araignées aranéomorphes de la famille des Nesticidae.

## Distribution
Cette espèce est endémique du Henan en Chine,. Elle se rencontre à Gongyi dans la grotte Xuehua.

## Description
Le mâle holotype mesure 2,08 mm et la femelle paratype 2,36 mm.

## Systématique et taxinomie
Cette espèce a été décrite sous le protonyme Nesticella apiculata par Liu et Li en 2013. Elle est placée dans le genre Howaia par Sherwood, Jocqué, Henrard et Fowler en 2023.

## Publication originale
- Liu & Li, 2013 : « New cave-dwelling spiders of the family Nesticidae (Arachnida, Araneae) from China. » Zootaxa, no 3613, p. 501-547.